# Gárgola Gris
La Gárgola Gris (Paul Duval) es un personaje ficticio que aparece en cómics publicados por Marvel Comics. 

## Historial de publicaciones
El personaje apareció por primera vez en Journey into Mystery #107 (Ago. 1964) y fue creado por Stan Lee y Jack Kirby.

## Biografía del personaje ficticio
Paul Pierre Duval es un químico francés que, gracias a un accidente químico, adquiere la capacidad de convertir cualquier cosa en piedra al tocarla. Convirtiendo todo su cuerpo en piedra, Duval se pone una máscara y una capa y se convierte en un criminal con el alias de Gárgola Gris. Duval, sin embargo, se aburre y decide intentar alcanzar la inmortalidad enfrentándose al dios del trueno Thor y robándole su martillo místico, Mjolnir. Thor se convierte en piedra en su primera batalla, pero se vuelve hacia Don Blake cuando se cae y golpea el suelo con su martillo. Como Blake, derrota a Gárgola atrayéndolo al Río Hudson en la ciudad de Nueva York, usando una proyección de Thor, dejando al villano enterrado en el fondo. Gárgola Gris finalmente reaparece después de ser arrastrada desde el río, tras lo cual convierte en piedra a dos personas que lo examinan. Pensando que Don Blake, a quien acaban de quitarle el poder de Thor, puede ayudarlo a encontrar a Thor, Gárgola Gris lo persigue. Los persigue por las calles, se enoja porque se le escapan y finalmente decide eliminar a Blake. Sin embargo, es retrasado por un asgardiano, cegándolo con una flecha que emite luz, después de lo cual el Asgardiano restaura el poder del Dios del Trueno. La gárgola gris es incapacitada por Thor una vez más cuando usa su martillo para atrapar a la gárgola gris tocando un poste de luz como fuente de energía y enviando un rayo que fusiona las extremidades de las gárgolas. Odín luego restaura completamente el poder de Thor.
Gárgola Gris aparece en el título Tales of Suspense, intentando robar un dispositivo experimental para usarlo contra Thor, pero es detenido por su compañero Vengador Iron Man. El personaje continúa desempeñando el papel de saboteador industrial en el título Capitán América, intentando robar un químico experimental llamado Elemento X antes de ser detenido por el Capitán América; Falcon y Nick Fury. Una aparición en el título Marvel Team-Up contra el Capitán América y su compañero héroe Spider-Man termina con la Gárgola atrapada en un cohete y lanzado al espacio profundo. El personaje reaparece en el título Thor, y se revela que fue rescatado por la tripulación de la nave espacial alienígena Bird of Prey y nominado a su capitán. Después de una batalla con Thor, el personaje se pierde en el espacio una vez más. Gárgola Gris finalmente regresa a la Tierra en un meteorito en el título Los Vengadores, y lucha brevemente antes de ser derrotado y encarcelado. El personaje reaparece en el título como parte de la encarnación de los Maestros del Mal del Barón Helmut Zemo. En un encuentro con el Vengador el Caballero Negro, la Gárgola agarra la espada encantada del héroe y vuelve a su forma humana, su poder temporalmente neutralizado.
En el título Iron Man la Gárgola adopta la falsa identidad del escultor Paul St. Pierre, y pretende hacer fortuna en el mundo del arte vendiendo personas transformadas en piedra como auténticas esculturas. La artimaña, sin embargo, es descubierta por Iron Man, quien derrota al villano.
El personaje es reclutado por el archivillano Doctor Doom durante la historia de Acts of Vengeance y se le paga para neutralizar a Hulk. Hulk, sin embargo, resiste el poder de Gárgola y luego lo humilla rompiéndole el brazo.
Gárgola aparece en el título She-Hulk y en otro título de Thor donde Zarrko lo convoca para luchar contra el Thor Corps, pero fue derrotado por Beta Ray Bill. Más tarde apareció como el peón de un alienígena cambiaformas en el título Fantastic Four. El poder de Gárgola incapacita temporalmente a Thing, miembro de los Cuatro Fantásticos, que se recupera con el beneficio adicional de poder transformarse ahora entre su forma humana y su forma superfuerte de roca. Después de otra aparición en el título Thor y una derrota casi instantánea por parte de la entidad asesina de dioses Desak, Gárgola aparece en el título New Avengers con otros criminales que intentan escapar de la instalación penitenciaria La Balsa.
Después de una breve aparición en el título humorístico She-Hulk, Gárgola Gris lucha contra las heroínas Spider-Woman y Ms. Marvel en el título Civil War: The Initiative; aparece brevemente en el cuarto volumen del título New Warriors y en el título de Spider-Man publicado bajo el sello Marvel Adventures.
Gárgola Gris es reclutado para unirse a un "ejército del crimen" formado por el villano Capucha en el título The New Avengers. Durante la historia de "Dark Reign", Gárgola Gris es reclutado por el antiguo enemigo de los Vengadores, Segador, para unirse a una nueva encarnación de la Legión Letal, que se opone al autor intelectual criminal Norman Osborn.
Durante la historia de Heroic Age, se afirma que tiene una hija descartada y repudiada llamada Mortar que es miembro de los Bastardos del Mal.
Más tarde, Gárgola Gris se muestra como un recluso de La Balsa. Cuando una oleada de EMP apaga las defensas de la balsa, los reclusos intentan escapar. Gárgola Gris se ve obligado por el Hombre Púrpura a evitar que una puerta se cierre metiendo su cabeza en el mecanismo.
Durante la historia de Fear Itself, Gárgola Gris se transforma a través de la magia asgardiana en Mokk: Breaker of Faith al levantar uno de los Martillos de los Dignos que Serpiente lanzó a la Tierra. Mokk transforma a toda la población de París en piedra. Cuando Iron Man interviene, Mokk daña su armadura y suministro de energía, obligándolo a huir, y también se defiende de los ataques de Detroit Steel, Sasha Hammer y Rescue. Mokk vuelve a ser Gárgola Gris al final de la historia, y fue devuelto a la gente de París a la normalidad por Odín.
Durante la historia de Avengers: Standoff!, Gárgola Gris era un recluso de Pleasant Hill, una comunidad cerrada establecida por S.H.I.E.L.D.
Durante la parte Opening Salvo de la historia Secret Empire, Gárgola Gris es reclutado por el Barón Helmut Zemo para unirse al Ejército del Mal.
En un período previo al arco de Sins Rising, el Conde Nefaria, que usa una silla de ruedas, luego forma su última encarnación de la Legión Letal con Gárgola Gris, Láser Viviente y Torbellino en un complot para apuntar al Catalizador. En la Universidad Empire State, el Dr. Curt Connors revela el Catalizador a la multitud cuando la Legión Letal ataca. Mientras Gárgola Gris y Torbellino atacan a las personas presentes, Láser Viviente ayuda al Conde Nefaria a operar el Catalizador. Spider-Man aparece y tiene dificultades para luchar contra ellos debido al hecho de que su mente estaba enfocada en lo que un Sin-Eater revivido le hizo a Overdrive. Sin-Eater aparece y comienza a usar la misma arma que usó en Overdrive en Torbellino y Láser Viviente mientras toma sus poderes. Sin-Eater usó las habilidades de Gárgola Gris para petrificar a Spider-Man. Los cuatro fueron enviados a Ravencroft donde comenzaron a actuar como reclusos modelo.
Como un efecto secundario del suicidio de Sin-Eater al copiar la precognición de  Madame Web reveló que Kindred los estaba usando, Gárgola Gris y el resto de la Legión Letal recuperaron sus pecados y se encuentran entre los villanos que se volvieron locos.
Durante la historia de Sinister War, Kindred revivió a Sin-Eater nuevamente y uno de los ciempiés demoníacos que emergieron de su cuerpo tomó posesión de Gárgola Gris, convirtiéndolo en uno de los miembros de Seis Pecadores.

## Poderes y habilidades
Durante un experimento, Paul Duval derramó un compuesto químico orgánico desconocido en su mano derecha, provocando una reacción mutagénica que transformó permanentemente la mano en piedra viva. Como resultado, Duval puede convertir cualquier materia tocada con su mano de "piedra" en una sustancia similar, con un efecto que dura aproximadamente una hora.
Duval también puede usar el efecto para transformarse en un ser de piedra viva, sin pérdida de movilidad, que posee una fuerza y durabilidad sobrehumanas.
Duval también tiene una maestría en química.

## En otros medios

### Televisión
- Gárgola Gris aparece en el segmento El Poderoso Thor de The Marvel Super Heroes.
- Gárgola Gris aparece en la serie de televisión Iron Man con la voz de Jim Cummings.[41] Esta versión es un sirviente del Mandarín y sirve como un villano recurrente en la primera temporada antes de que Iron Man lo capture en la segunda temporada y lo envíe a la Bóveda.
- Gárgola Gris aparece en Iron Man: Armored Adventures, el episodio "Doomsday", como un guardián Makluan creado por el Mandarín original para proteger uno de sus anillos Makluan y probar posibles sucesores. Sin embargo, el Doctor Doom destruyó la Gárgola Gris fuera de la pantalla y reclamó el Anillo Makluan antes de que el sucesor del Mandarín, Gene Khan, pudiera hacerlo.
- Gárgola Gris aparece en The Avengers: Earth's Mightiest Heroes con la voz de Troy Baker.[41] Presentado en el episodio "The Man in the Anthill", como un preso de la Casa Grande, Gárgola Gris escapa en el episodio "The Breakout, Part 1" junto a sus compañeros de prisión. A partir del episodio "This Hostage Earth", Gárgola Gris se unió a los Maestros del Mal y ayuda a la Encantadora a robar las Piedras Norn de Karnilla. Después de petrificar a este último, el primero hace que el Verdugo lo "recompense" fuera de la pantalla. Cuando los otros Maestros del Mal preguntan qué pasó, Encantadora afirma que Gárgola Gris, "no lo logró".

### Videojuegos
- La Gárgola Gris aparece en Marvel: Ultimate Alliance con la voz de Tom Kane.[41] Se le ve trabajando para el Mandarín después de dejar los Maestros del Mal. Durante la lucha con él, él convertirá algunos de los héroes del jugador en piedra. Él tiene un diálogo especial con Spider-Woman.
- Gárgola Gris aparece en las versiones de PSP, PS2 y Wii de Marvel: Ultimate Alliance 2. Él es uno de los villanos tomados por La Tapa y atacará a los héroes en el portal que lleva afuera de la Prisión 42 de la Zona Negativa, junto con Electro, Lagarto, y Quemador.